# Jillian Harris
Jillian Harris (Peace River, 30 de dezembro de 1979) é uma personalidade de televisão e designer de interiores canadense. Ela é mais conhecida por aparecer nas séries de televisão The Bachelor, The Bachelorette e Love It or List It Vancouver. Harris também apareceu em Extreme Makeover: Home Edition, Canada's Handyman Challenge e The Bachelorette Canada.

## Carreira
Harris começou sua carreira de designer de interiores enquanto trabalhava na Caban, uma loja de bens de interior, o que a inspirou a começar a dar consultas de design. Ela foi contratada por Scott Morrison, o co-fundador da cadeia de canadense Cactus Club Cafe, para projetar seus restaurantes. Em 2006, formalizou suas credenciais de interior com um certificado em design de interiores pela British Columbia Institute of Technology. Ela foi novamente contratada por Morison como designer da Browns Socialhouse, sua nova cadeia de restaurantes.
No início de 2009, Harris foi uma concorrente na décima terceira temporada do programa de televisão americano The Bachelor, onde competiu contra outras vinte e quatro mulheres para conquistar o coração de Jason Mesnick e terminou com a segunda posição. Em meados de 2009, ela foi selecionada para ser a estrela da quinta temporada do seriado The Bachelorette, fazendo história como a primeira estrela canadense da franquia.
Em 2010, ela foi uma designer em Extreme Makeover: Home Edition. No ano seguinte, ela encabeçou as casas de Calgary e design show como parte do suporte da rede HGTV. Além de apresentar a primeira temporada do programa de televisão Canada's Handyman Challenge.
Desde 2013, Harris apresenta a série de televisão canadense Love It or List It Vancouver, que é transmitida pela W Network no Canadá e na HGTV nos Estados Unidos sob o título Love It or List It Too. Harris é a designer do programa e compete com o agente imobiliário Todd Talbot ao redesenhar a casa existente da família na esperança de que eles decidam ficar na casa em vez de escolher vendê-la.
Harris dirige sua própria marca de produtos de decoração de interiores, e em 8 de julho de 2013, ela lançou sua loja virtual de e-vintage, Charlie Ford Vintage

## Vida pessoal
Harris nasceu em Peace River, no Canadá, mas residiu por um longo tempo em Vancouver antes de se mudar para sua atual residência em Kelowna.
Em 4 de março de 2016, Harris anunciou que estava esperando seu primeiro filho com o namorado Justin Pasutto. Em 5 de agosto de 2016 às 6:02 da manhã, ela deu à luz seu primeiro filho, batizando o bebê de Leo. No natal de 2016, Jillian anunciou seu compromisso com Justin Pasutto através das mídias sociais.